# Oliver Ortner
Oliver Ortner (* 17. Juni 1968 in Wien) ist ein österreichischer TV- und Radiojournalist. Er ist verheiratet.

## Leben
Schon während der Schulzeit war Ortner freier Mitarbeiter bei Radio Wien, wo er zunächst als Redakteur und Moderator für das Schülermagazin Tschif, sowie das Studentenmagazin U8 arbeitete. Nach einer kurzen Phase als Hörspiel-Regieassistent bei Götz Fritsch begann Ortner 1989 seine journalistische Laufbahn beim Aktuellen Dienst von Radio Wien.
Ortner war bis 2004 bei Radio Wien, lange Jahre als Beitragsgestalter und Chef vom Dienst von Wien heute, aber auch als Moderator und Chef vom Dienst der Radio Wien-Nachrichten. 2000 übernahm er schließlich die Leitung der Radio Wien-Wortredaktion und war somit für alle Nachrichten und anderen Wort- bzw. Magazinbeiträge verantwortlich. 2003 wurde er Sendungsverantwortlicher von Wien heute, für dessen Relaunch und Re-Design Ortner verantwortlich zeichnet.
Im September 2004 wechselte Ortner in die Innenpolitik- und Chronikredaktion des Fernsehens (Zeit im Bild), im Jänner 2005 berichtete er als einer der ersten österreichischen Journalisten über die Folgen des Tsunami in Sri Lanka.
Von April 2007 bis Dezember 2009 ist Ortner Sendungsplaner und Chef vom Dienst der „ZiB 24“ (Montag bis Freitag, 0.00 Uhr, ORF1).
Im Dezember 2009 wechselt er als Chef vom Dienst ins Team der Zeit im Bild (täglich 19.30 Uhr, ORF2). Von 2014 bis Ende 2018 war er Sendungsverantwortlicher der Zeit im Bild 1.
Danach war er im Channelmanagement von ORF2 mit verschiedenen Aufgaben und Projekten betraut.
Mit 26. April 2021 soll er Chefredakteur des ORF-Landesstudios Wien werden und in dieser Funktion Paul Tesarek nachfolgen, der Ende 2020 aus dem ORF schied.